# Malpighiales
Malpighiales este un ordin de plante dicotiledonate, care sunt răspândite în toată lumea. Sunt clasificate în 37 familii, cu peste 16000 specii, dintre care cea mai mare este  Euphorbiaceae cu peste 8000 specii.
Format:Taxonbar-wd